# Carl von Alten

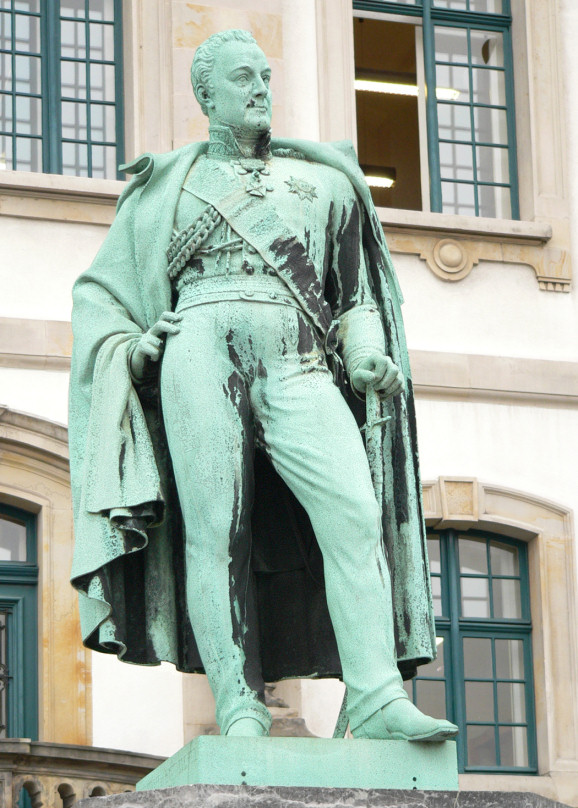
Carl von Altens staty i Hannover.

Carl (Charles) August (von) Alten, född den 21 oktober 1764 i Burgwedel nära Hannover, död den 20 april 1840 i Bozen, var en tysk greve och general.
von Alten tjänade med utmärkelse i Hannovers och Storbritanniens arméer under krigen mot fransmännen 1793–1815 och deltog därunder bland annat verksamt i Wellingtons fälttåg på Pyreneiska halvön samt i slaget vid Waterloo (1815), där han blev svårt sårad. Som befälhavare för Hannovers trupper stannade han i Frankrike till 1818, blev 1831 krigsminister i Hannover och var även en tid utrikesminister.